# Tramway de Novossibirsk
Le tramway de Novossibirsk est le réseau de tramways de la ville de Novossibirsk, en Russie. Il est composé de onze lignes. Il a été officiellement mis en service le 26 novembre 1934.

## Réseau actuel

### Aperçu général
Le réseau compte actuellement 10 lignes :
| Ligne | Trajet                                        | Dépôt |
| ----- | --------------------------------------------- | ----- |
| 5     | Сад Мичуринцев – Золотая Горка                | 5     |
| 8     | п.Южный – ТЭЦ-2                               | 4     |
| 9     | Мол.комбинат – ТЭЦ-2                          | 4     |
| 10    | Бугринская роща – Хлебзавод – Бугринская роща | 4     |
| 11    | пл.Калинина – Золотая горка                   | 5     |
| 13    | ГБШ – ул.Писарева                             | 5     |
| 14    | Сосновый бор – Сад Мичуринцев                 | 5     |
| 15    | Юго-Западный ж/м – Бугринская роща            | 4     |
| 18    | Юго-Западный ж/м – пос.Чемской                | 4     |
| 19    | Станиславский ж/м – Станиславский ж/м         | 4     |